# Sweetheart of the Sun
Sweetheart of the Sun (с англ. — «Возлюбленная Солнца») — пятый студийный альбом американской группы The Bangles, вышедший 27 сентября 2011 года.

## Список композиций
| №   | Название                           | Автор(ы)                            | {{{extra_column}}} | Длительность |
| --- | ---------------------------------- | ----------------------------------- | ------------------ | ------------ |
| 1.  | «Anna Lee (Sweetheart of the Sun)» | С.Хоффс, В.Питерсон, Д.Питерсон     |                    | 3:31         |
| 2.  | «Under a Cloud»                    | С.Хоффс, Брайан Маклауд, Дэн Шварц  |                    | 4:07         |
| 3.  | «Ball N Chain»                     | Д.Питерсон, Уокер Иглхарт           |                    | 3:51         |
| 4.  | «I'll Never Be Through with You»   | С.Хоффс, В.Питерсон, Шарлотта Кэффи |                    | 3:40         |
| 5.  | «Mesmerized»                       | С.Хоффс, В.Питерсон, Д.Питерсон     |                    | 3:46         |
| 6.  | «Circles in the Sky»               | В.Питерсон                          |                    | 4:04         |
| 7.  | «Sweet and Tender Romance»         | Джон Картер, Кен Льюис, Билл Бейтс  |                    | 2:11         |
| 8.  | «Lay Yourself Down»                | В.Питерсон                          | В.Питерсон         | 3:23         |
| 9.  | «One of Two»                       | С.Хоффс, В.Питерсон, Д.Питерсон     |                    | 3:39         |
| 10. | «What a Life»                      | В.Питерсон, Д.Питерсон              |                    | 3:22         |
| 11. | «Through Your Eyes»                | С.Хоффс, В.Питерсон                 |                    | 3:50         |
| 12. | «Open My Eyes»                     | Тодд Рандгрен                       |                    | 3:00         |

## Участники записи
The Bangles
- Сюзанна Хоффс — электрогитара, вокал
- Вики Питерсон — электрогитара, вокал, акустическая гитара (6, 8, 9, 10), двенадцатиструнная гитара (1, 5, 10, 11), слайд-гитара (3)
- Дебби Питерсон — барабаны, перкуссия, вокал, акустическая гитара (3, 9)

Приглашённые музыканты
- Деррик Андерсон — бас-гитара (1—10, 12)
- Мэттью Свит[англ.] — бас-гитара (11)
- Грег Лис[англ.] — мандолина, педальная стил-гитара, гавайская гитара, электрогитара
- Грег Хилфман — пианино, клавишные
- Джим Скотт — клавишные (2)
- Джон Каусилл[англ.] — вокальная гармония[англ.] (6)

Продюсирование
- The Bangles — продюсеры
- Мэттью Свит[англ.] — продюсер, звукоинженер
- Эван Питерс, Джош Биндер — дополнительные продюсеры
- Джим Скотт[англ.] — микширование
- Ричард Додд — мастеринг[2]

## Позиции в чартах
| Чарт (2011)         | Высшая позиция |
| ------------------- | -------------- |
| США (Billboard 200) | 148            |